# 第51师团
第51师团（Dai-gojūichi Shidan）是日本帝国陆军的一个步兵师团。其代号为基兵团（Moto Heidan）。该师团于1940年7月10日在宇都宫市与第52 ，第54 ，第55 ，第56和第57师团同期组建。第51师最初被分配到东区军，并由上野宪一郎中将指挥。

## 历史
该师团的主要战斗编制包括第66 、第102 、第115步兵团、第14野战炮团、第51侦察团、第51工兵团和第51运输团。该师团最早被分配至东部军，但后来被转移至关东军。 
1941年7月2日，第51师团参加关东军特别演习（实际上是为了预备与苏联发生大规模冲突而进行的一次动员）。李垠亲王于数日后接任该师师长，并在该师团被编入关东军后带领该师前往中国。不过，与苏联开战的准备工作于1941年8月9日被正式取消。1941年9月，第51师被调往广东作战，由第23军指挥。其间，由第66步兵团组成的第51师团荒木支队在香港战役中担任后卫任务。1941年11月，李垠将指挥权移交给中野英光中将，他将继续指挥该师直到战争结束。 
次年11月，第51师团被分配到第18军，并被派往拉包尔。 1943年2月28日，第51师的部分已经转移至新几内亚的莱城。盟军飞机于 1943年3月2日拦截了运输船队（俾斯麦海海战），最终6,900人的队伍中仅有1,200名士兵抵达莱城。来自第115步兵团的另外800名士兵被雪风号和朝云号驱逐舰救出并运送到芬什港，然后从陆路前往莱城。与此同时，第51师团的其余部分于1943年5月乘坐登陆艇从马当和丹皮尔海峡沿着新几内亚海岸抵达莱城。该师团最终集中在萨拉毛亚地区。 
1943年9月4日，盟军在莱城登陆。第51师奉命增援第41师的将军支队。1943年9月8日，由于担心被盟军包围，中野英光下令全面撤退。 
撤退人物于1943年9月11日开始，并于1943年9月14日完成。这时，该师团接到撤离到休恩半岛北海岸的命令，因此第51师团试图越过萨鲁瓦吉德山脉，但事实证明这并不现实。由于精疲力竭和饥饿，该师失去了所有的重型装备和大部分步枪。到那时，在1943年9月22日盟军在猩红海滩登陆，芬什的疏散港已经无法使用。除了战斗损失外，约800名日军也因事故而损失。盟军于1943年9月16日进入莱城，但除了在1943年9月13日与日本后卫部队的一次接触外，盟军也无法在恶劣的天气条件下穿越荒凉的地形追击日军残兵。由于缺乏武器和弹药，第51师团的幸存者没有参加接下来的战斗。1944年至1945年期间，该师团面临的主要挑战是饥饿。直到1945年8月15日日本投降，该师只有2,754人幸存。

## 延伸閲讀
- Madej，W. 维克多。日本武装部队战斗勋章，1937–1945 [2 卷] 宾夕法尼亚州阿伦敦：1981